# Limonen-1,2-diol dehidrogenaza
Limonen-1,2-diol dehidrogenaza (EC 1.1.1.297, +-zavisna limonen-1,2-diolna dehidrogenaza) je enzim sa sistematskim imenom ment-8-en-1,2-diol:NAD+ oksidoreduktaza. Ovaj enzim katalizuje sledeću hemijsku reakciju
ment-8-en-1,2-diol + + {\displaystyle \rightleftharpoons } 1-hidroksiment-8-en-2-on + + (generalna reakcija)
(1) ()-ment-8-en-1,2-diol + + {\displaystyle \rightleftharpoons } ()-1-hidroksiment-8-en-2-on + +
(2) ()-ment-8-en-1,2-diol + + {\displaystyle \rightleftharpoons } ()-1-hidroksiment-8-en-2-on + +
Enzim iz gram-pozitivne bakterije Rhodococcus eritropolis DCL14 može da koristi  (1S,2S,4R)- i (1R,2R,4S)-ment-8-en-1,2-diol kao supstrat. Aktivnost je viša sa (1S,2S,4R)-ment-8-en-1,2-diolom kao supstratom.

## Literatura
- Nicholas C. Price; Lewis Stevens (1999). Fundamentals of Enzymology: The Cell and Molecular Biology of Catalytic Proteins (Third изд.). USA: Oxford University Press. ISBN 019850229X.
- Eric J. Toone (2006). Advances in Enzymology and Related Areas of Molecular Biology, Protein Evolution (Volume 75 изд.). Wiley-Interscience. ISBN 0471205036.
- Branden C; Tooze J. Introduction to Protein Structure. New York, NY: Garland Publishing. ISBN 0-8153-2305-0.
- Irwin H. Segel. Enzyme Kinetics: Behavior and Analysis of Rapid Equilibrium and Steady-State Enzyme Systems (Book 44 изд.). Wiley Classics Library. ISBN 0471303097.
- William P. Jencks (1987). Catalysis in Chemistry and Enzymology. Dover Publications. ISBN 0486654605.

## Spoljašnje veze
- Limonene-1,2-diol+dehydrogenase на 